# Kurt Stettler
Kurt Stettler (Boll, 11 d'abril de 1910 - Berna, desembre de 1974) va ser un ciclista suís que for professional del 1934 al 1939. El 1934, com a amateur, aconseguí al una medalla de plata Campionat del Món en carretera, per darrere del seu compatriota Paul Egli.

## Palmarès
- 1933
  -  Campió de Suïssa amateur en ruta
  - 1r a la Volta a Hongria i vencedor d'una etapa

### Resultats al Tour de França
- 1934. Abandona
- 1935. 40è de la classificació general